# Psygmatocerus pubescens
Psygmatocerus pubescens är en skalbaggsart som beskrevs av Bruch 1926. Psygmatocerus pubescens ingår i släktet Psygmatocerus och familjen långhorningar. Inga underarter finns listade i Catalogue of Life.